# Сыройок
Сыройок — река в Мурманской области России. Протекает по территории городского округа город Оленегорск с подведомственной территорией и Кольского района. Левый приток реки Письем.
Длина реки составляет 14 км. Площадь бассейна 67,4 км².
Берёт начало на западном склоне горы Верховье Сыроек на высоте 300 м над уровнем моря. Протекает по лесной, местами болотистой местности. Порожиста. Проходит озёра Верхний Керъявр и Нижний Керъявр. Впадает в Письем в 8,5 км от устья. Населённых пунктов на реке нет. Через реку перекинут железобетонный мост на автодороге Высокий—Большое Рамозеро.

## Данные водного реестра
По данным государственного водного реестра России относится к Баренцево-Беломорскому бассейновому округу, водохозяйственный участок реки — река Нива, включая озеро Имандра. Речной бассейн реки — бассейны рек Кольского полуострова и Карелии.
Код объекта в государственном водном реестре — 02020000312101000010348.